# Taste the Pain
"Taste the Pain" é uma canção da banda Red Hot Chili Peppers de seu álbum Mother's Milk, sendo o terceiro e último single desse álbum. O vídeo da música foi filmado com a banda tocando em uma sala de arte, onde os artistas estão no meio da pintura uma obra de arte mural, foi dirigido por Tom Stern e Alex Winter. A canção foi gravada antes da  entrada de Chad Smith na banda e a bateria é feita por Philip "Fish" Fisher, embora o baterista Peligro tenha participado da composição da música. A canção tem Flea também tocando trompete .
O single ficou em número 29 no Reino Unido, a posição mais alta para a banda até esse ponto.
Apesar de ser um single popular para a banda, raramente é executadas ao vivo, e só se tem registro de duas apresentações ao vivo, uma antes e outra durante a turnê Mother's Milk.

## Canções
1989 Limited Edition CD Single (also called "Unbridled Funk and Roll 4 Your Soul!")
1. "Taste the Pain" (Álbum)
2. "Millionaires Against Hunger" (Inédita / escrita por Kiedis/Balzary/Slovak/Martinez)
3. "Castles Made of Sand" (Ao vivo /original de J. Hendrix)
4. "Higher Ground" (Daddy-O Mix) (original de  Stevie Wonder)

1990 CD Single
1. "Taste The Pain" (Álbum)
2. "Show Me Your Soul" (Inédita)
3. "If You Want Me To Stay"
4. "Nevermind"

12" Pop-Out Sleeve
1. "Taste The Pain" (Álbum)
2. "Show Me Your Soul" (Inédita)
3. "If You Want Me To Stay"
4. "Nevermind"

UK 1990 CD Single
1. "Taste The Pain" (Versão single)
2. "Taste The Pain" (Versão lp)
3. "Show Me Your Soul" (Inédita)
4. "Nevermind"

## Créditos
- Flea – baixo, trompete
- John Frusciante – guitarras, backing vocals
- Anthony Kiedis – vocal
- Philip "Fish" Fisher – bateria